# 노환균
노환균(盧丸均, 1957년~)은 제42대 대구고등검찰청 검사장을 역임한 법조인이다. 부인 연혜선과 아들 2명이 있다.

## 생애
1957년 경상북도 상주시에서 태어나 대건고등학교와 1979년 고려대학교 법학과를 졸업한 노환균은 300명이 합격한 1982년 제24회 사법시험에서 합격하여 1984년 제14기 사법연수원을 수료하고 1985년 4월부터 1988년 1월까지 육군 법무관을 거쳐 1988년 2월 서울지방검찰청 동부지청 검사에 임용되었다.
서울지방검찰청 동부지청 검사로 있으면서 1989년 12월 23일에 병원을 찾은 환자 1700여 명에게 무면허진료행위를 했던 동화정형외과의원 원무과장과 이를 묵인한 원장을 구속했다.
수원지방검찰청 검사로 있으면서 대통령선거법 기부행위 금지를 위반하여 기소됐으나 무죄를 선고받은 민자당 이호정 의원에 대한 1심 판결에 불복하여 항소하면서 "금품기부행위에 대한 처벌 대상을 정당이라는 법인에만 한정한 채 행위의 실질적인 주체인 개인을 처벌하지 않은 판결은 금품수수 등 부정선거 방지를 위한 법률 입법 취지에 어긋난다"고 했다.
서울지방검찰청 형사6부장으로 있던 2001년 7월 "현행 변호사법상 변호사가 아니면서 경매대리를 할 경우 불법"이라며 "심지어 법원.검찰청사 바로 앞에 버젓이 경매컨설팅 간판을 내걸고 불법 대리업무를 하고 있어 수사하게 됐다"고 설명했다. 2001년 7월 25일 고교 야구선수를 대학 체육특기생으로 입학시켜주는 대가로 고교감독으로부터 3000만원을 받은 혐의(배임수재)로 대한야구협회 사무국장 조모씨(56)를 구속했다. 8월 24일에 음란게임,유틸리티CD 등 1만여개를 불법제작하고 유명 인터넷 사이트에서 빼낸 100만여개의 E메일 주소로 광고 메일을 보내 판매하는 방법으로 1억여원을 챙긴 혐의(음반·비디오물 및 게임물에 관한 법률 위반)로 김모씨(30) 등 2명을 구속했다. 10월 26일 유명 직배영화를 지방극장에 공급해주는 대가로 거액을 받은 혐의(배임수재)로 U직배사 전 대표 이모씨(51·서울 압구정동)와 S필름 사장 이모씨(55·경기도 안양시) 등 2명을 구속하고 U사 영업이사인 임모씨(36·경기도 고양시)와 부산 K극장 대표 이모씨(53·부산 봉래동) 등 15명을 입건했다. 2002년 1월 28일 전 국가대표 경륜선수 김모씨(41) 등 전,현직 경륜선수 11명과 전 경륜운영본부 직원 전모씨(41)를 포함한 경륜 승부 조작사범 24명을 경륜·경정법 위반 혐의로 구속기소했다. 3월 21일 치과의사 이모씨(55·불구속)에게서 소득세를 깎아주겠다며 돈을 받은 혐의(뇌물수수)로 국세청 직원 송모씨(41·6급)를 구속했다. 5월 4일 10억원대의 회사돈을 빼돌린 혐의(특정경제범죄가중처벌법상 횡령)로 인터넷 영화사이트 M사 전대표 오모씨(34)를 구속했다. 5월 15일 한상자에 1만6천원인 포도를 1만5천원으로 경매 낙찰가를 조작해 3만1천원을 챙기는 등 6개월 동안 5천여만원의 부당이득을 챙긴 혐의(컴퓨터등 사용사기)로 가락동 농수산물시장내 S청과 경매사 강모(36)씨 등 8명을 구속기소하고 중도매인 강모(40)씨 등 13명을 불구속 기소했다.  21명의 경매사, 중도매인들은 부추, 고추, 버섯, 포도, 귤 등 농산물의 낙찰가를 조작해 모두 4억여원을 챙긴 것으로 드러났다.
부산지방검찰청 2차장검사로 있으면서 피의자 인권 보호를 위해 '구속영장청구 전 피의자 면담제도'를 활성화해 영장 기각률을 크게 높였던 노환균은 "특별한 사정이 있는 경우엔 피의자와 가족이 언제든지 검사와의 직접 면담을 신청할 수 있다"고 밝혔다. 부산검찰마라톤동우회 회원으로 있으면서 제4회 부산바다하프마라톤대회에 참가하여 남자 5KM 부문에서 완주했다.
울산지방검찰청 검사장으로 있던 2009년 1월 7일 신년기자간담회를 갖고 5일째 계속되고 있는 현대미포조선 고공농성과 관련해 "지금과 같은 방식이 아니더라도 여러 합법적인 절차를 통해서 문제를 해결할 수 있는데 안타깝다"면서 "농성 경위에 대한 주장은 법적인 절차를 통해서도 잘풀릴 것 같다"며 "날씨가 추운데 농성자들이 빨리 내려왔으면 좋겠다"고 말했다.
대검찰청 공안부장으로 있으면서 2009년 5월 16일 대전지역에서 발생한 전국민주노동조합총연맹 소속 화물연대본부의 불법 폭력시위와 관련하여 "죽봉으로 경찰관을 공격하는 등 극렬행위를 주도한 자들에 대해 전원 구속영장을 청구하겠다"고 밝혔다.
현대미포조선 사외이사를 맡았던 노환균은 이사회 선임 당시 서울변호사회가 "전수조사·징계검토 착수"하면서 "겸직 허가가 없었다."고 주장하는 대해 "2016년 3월 18일 이사회에서 선임만 됐을 뿐 취임하지 않아 활동을 시작한 다른 사례와 다르다"고 말하면서 "2016년 3월 22일 겸직 허가를 받아 법적 문제가 없다"고 말했다.
2010년 신한금융지주의 경영권 분쟁사태에 대해 법무부 산하 검찰과거사위원회에서 지휘하여 대검찰청 진상조사단이 재수사를 하면서 신한금융 전·현직 임직원에게 무고죄 혐의를 적용하는 방안을 검토 중이라고 밝히면서 당시 직권남용으로 부실수사의 책임이 있는 노환균에 대해선 "공소시효 만료로 책임을 묻기 어렵다"고 했다.

## 경력
- 1988년 2월 ~ 1990년 8월 서울지방검찰청 동부지청 검사
- 1990년 8월 대구지방검찰청 경주지청 검사
- 1992년 8월 4일 ~ 수원지방검찰청 검사
- 1994년 9월 ~ 서울지방검찰청 검사
- 1995년 9월 ~ 1997년 2월 대검찰청 검찰연구관
- 1997년 3월 ~ 1998년 2월 부산지방검찰청 울산지청 부장검사
- 1998년 3월 부산지방검찰청 울산지청 부장검사
- 1999년 6월 창원지방검찰청 공안부 부장검사
- 2000년 2월 ~ 2001년 6월 법무부 검찰국 검찰3과 과장
- 2001년 6월 ~ 2003년 3월 서울지방검찰청 동부지청 형사6부 부장검사
- 2002년 8월 대검찰청 공안1과 과장
- 2003년 3월 28일 ~ 2003년 8월 21일 서울지방검찰청 남부지청 형사2부 부장검사
- 2003년 8월 22일 ~ 2004년 6월 6일 대구지방검찰청 안동지청 지청장
- 2004년 6월 7일 서울고등검찰청 검사
- 2005년 4월 12일 ~ 2006년 2월 부산지방검찰청 제2차장검사
- 2006년 2월 수원지방검찰청 제1차장검사
- 2007년 3월 부산지방검찰청 제1차장검사
- 2006년 2월 ~ 2007년 3월 수원지방검찰청 제1차장검사
- 2008년 3월 11일 ~ 2009년 1월 18일 제12대 울산지방검찰청 검사장
- 2009년 1월 ~ 2009년 8월 제29대 대검찰청 공안부 부장
- 2009년 7월 18일 ~ 2011년 1월 31일 제52대 서울중앙지방검찰청 검사장
- 2011년 2월 1일 ~ 2011년 8월 21일 제42대 대구고등검찰청 검사장
- 2011년 8월 22일 ~ 2013년 4월 10일 제37대 법무연수원 원장
- 2013년 5월 법무법인 태평양 고문변호사
- 변호사노환균법률사무소
- 2015년 3월 현대미포조선 사외이사 (일신상의 사유로 사퇴)
- 2016년 2월 23일 현대미포조선 사외이사
- CJ 고문
- 2023년 7월 4일 ~ 2027년 7월 3일 학교법인 고려중앙학원 개방이사